# Maldives aux Jeux olympiques d'été de 2024
Les Maldives participent aux Jeux olympiques de 2024 à Paris. Il s'agit de leur 10e participation à des Jeux olympiques d'été.
L'athlète Ibadulla Adam et la pongiste Fathimath Dheema Ali (en) sont nommés porte-drapeaux de la délégation en juillet 2024.

## Nombre d’athlètes qualifiés par sport
Voici la liste des qualifiés et sélectionnés maldiviens par sport (remplaçants compris) :
| Sport                                 | Hommes | Femmes | Total |
| ------------------------------------- | ------ | ------ | ----- |
| Athlétisme                            | 1      | -      | 1     |
| Badminton                             | -      | 1      | 1     |
| Sports aquatiques • Natation sportive | 1      | 1      | 2     |
| Tennis de table                       | -      | 1      | 1     |
| Total                                 | 2      | 3      | 5     |

## Résultats

### Athlétisme

#### Hommes
| Athlète       | Épreuve | Tour préliminaire | Tour préliminaire | Premier tour | Premier tour | Demi-finales | Demi-finales | Finale  | Finale  |
| Athlète       | Épreuve | Temps             | Rang              | Temps        | Rang         | Temps        | Rang         | Temps   | Rang    |
| ------------- | ------- | ----------------- | ----------------- | ------------ | ------------ | ------------ | ------------ | ------- | ------- |
| Ibadulla Adam | 100 m   | 10 s 55           | 5e                | Éliminé      | Éliminé      | Éliminé      | Éliminé      | Éliminé | Éliminé |

### Badminton
| Athlète                        | Compétition  | Phase de groupes          | Phase de groupes         | Phase de groupes | 1/8e de finale   | Quarts de finale | Demi-finales     | Finale / 3e place | Finale / 3e place |
| Athlète                        | Compétition  | Adversaire Score          | Adversaire Score         | Rang             | Adversaire Score | Adversaire Score | Adversaire Score | Adversaire Score  | Rang              |
| ------------------------------ | ------------ | ------------------------- | ------------------------ | ---------------- | ---------------- | ---------------- | ---------------- | ----------------- | ----------------- |
| Fathimath Nabaaha Abdul Razzaq | Simple dames | Sindhu Défaite 9-21, 6-21 | Kuuba Défaite 7-21, 9-21 | 3e du gr. M      | Éliminée         | Éliminée         | Éliminée         | Éliminée          | Éliminée          |

### Natation
| Athlète             | Épreuve         | Séries  | Séries | Demi-finales | Demi-finales | Finale  | Finale  |
| Athlète             | Épreuve         | Temps   | Rang   | Temps        | Rang         | Temps   | Rang    |
| ------------------- | --------------- | ------- | ------ | ------------ | ------------ | ------- | ------- |
| Mohamed Aan Hussain | 50 m nage libre | 24 s 22 | 50e    | Éliminé      | Éliminé      | Éliminé | Éliminé |

| Athlète            | Épreuve         | Séries  | Séries | Demi-finales | Demi-finales | Finale   | Finale   |
| Athlète            | Épreuve         | Temps   | Rang   | Temps        | Rang         | Temps    | Rang     |
| ------------------ | --------------- | ------- | ------ | ------------ | ------------ | -------- | -------- |
| Aishath Ulya Shaig | 50 m nage libre | 29 s 39 | 56e    | Éliminée     | Éliminée     | Éliminée | Éliminée |

### Tennis de table
| Athlète(s) (n° de tête de série) | Compétition | Tour préliminaire     | 1er tour            | 2e tour             | 3e tour             | 4e tour             | Quart de finale     | Demi-finale         | Finale / MB         | Rang     |
| Athlète(s) (n° de tête de série) | Compétition | Adversaire(s) Score   | Adversaire(s) Score | Adversaire(s) Score | Adversaire(s) Score | Adversaire(s) Score | Adversaire(s) Score | Adversaire(s) Score | Adversaire(s) Score | Rang     |
| -------------------------------- | ----------- | --------------------- | ------------------- | ------------------- | ------------------- | ------------------- | ------------------- | ------------------- | ------------------- | -------- |
| Fathimath Dheema Ali (66)        | Simple      | Wegrzyn Défaite 0 - 4 | Éliminée            | Éliminée            | Éliminée            | Éliminée            | Éliminée            | Éliminée            | Éliminée            | Éliminée |